# Fernando Gabriel García
Fernando Gabriel García (nascido em 31 de agosto de 1981) é um handebolista argentino. Integrou a seleção argentina que ficou em décimo lugar nos Jogos Olímpicos de Verão de 2016 no Rio de Janeiro. Atua como goleiro e joga pelo clube Vernon. Foi medalha de ouro nos Jogos Pan-Americanos de 2011 e prata em 2015, além de bronze no Campeonato Pan-Americano de Handebol Masculino de 2016.